# 몰타 의회
몰타 의회(몰타어: Karma tad-Deputati)는 몰타의 입법부이다. 의석은 총 67석이며 현재 노동당이 여당이며 국민당이 야당인 양당제가 자리잡아 있다. 의원임기는 5년이며 가장 최근에 있던 선거는 2017년에 있었다.